# صد و پانزدهمین کنگره ایالات متحده آمریکا
صد و پانزدهمین کنگره ایالات متحده آمریکا دورهٔ کنونی قوهٔ مقننهٔ حکومت فدرال ایالات متحده آمریکا است، که از مجلس سنای ایالات متحده آمریکا و مجلس نمایندگان ایالات متحده آمریکا تشکیل شده‌است. این دوره از کنگره مقرر است از ۳ ژانویه ۲۰۱۷ تا ۳ ژانویه ۲۰۱۹ در واشینگتن، دی.سی. طی هفته‌های پایانی ریاست‌جمهوری باراک اوباما و دو سال اول ریاست‌جمهوری دونالد ترامپ تشکیل جلسه بدهد. انتخابات‌های نوامبر ۲۰۱۶ کنترل هر دو مجلس نمایندگان و سنا را در دست حزب جمهوری‌خواه حفظ کرد.

## نمایندگان

### سنا
|
|}